# Lago la Biche (Alberta)
O lago la Biche é um lago localizado ao norte da região do centro de Alberta, no Canadá. Está localizado ao longo das Florestas do Norte da Rota da Água, a 95 km a leste de Athabasca.
O lago la Biche tem uma área de 236 km2, incluindo ilhas no meio do lago (3,2 km2). O rio Owl é um dos afluentes que correm para o lago, sendo o rio Athabasca que drena as águas do lago.
O Provincial Parque Sir Winston Churchill está localizado numa ilha no lago. A cidade de Lac La Biche está localizada na costa sul do lago. 
As comunidades de Plamondon, Barnegat e o rio Barnegat também estão localizados ao redor do Lac La Biche.